# Dennis Eidner
Dennis Eidner (Berlin, 1989. augusztus 4. –) német válogatott vízilabdázó, az ASC Duisburg játékosa center poszton.

## Sportpályafutása
Eidner 2007 óta a Spandau 04 játékosa, mellyel 2007 és 2016 között nyolcszor lett a Deutsche Wasserball-Liga győztese, ezzel rekordot állítva fel. Center poszton kívül alkalmanként jobb-kéz szélen is játszik.

## Nemzetközi eredményei
- Világbajnoki 10. hely (Barcelona, 2013)
- Európa-bajnoki 9. hely (Budapest, 2014)
- Európa-bajnoki 11. hely (Belgrád, 2016)